# Capo Vankarem
Capo Vankarem (in russo мыс Ванкарем) è l'estremità rocciosa di una lingua di terra sulla costa settentrionale della penisola dei Ciukci, in Russia. Si trova all'entrata della laguna di Vankarem, tra capo Schmidt (Мыс Шмидта), a ovest, e la baia Koljučinskaja, a est, e si protende nel mar dei Ciukci. 
Due chilometri in direzione sud-ovest si trova il villaggio di Vankarem e due chilometri a est di capo Vankarem c'è la piccola isola Karkarpko (остров Каркарпко).
A est di capo Vankarem, Adolf Erik Nordenskiöld trovò i resti di antiche abitazioni e numerose ossa di renne e orsi. Nel 2007, il governo della Čukotka ha decretato capo Vankarem monumento naturale di importanza regionale.

## Fauna
Lungo la costa c'è una numerosa colonia di trichechi e insediamenti di gabbiano reale nordico e uria nera. Nelle acque al largo del capo sono presenti balene artiche e balene grigie.